# A Day in Black and White
A Day in Black and White es una banda creada en Washington D. C. en el año 2001. Han lanzado 2 discos, My Heroes Have Always Killed Cowboys en el año 2004 y Notes en el 2005. Además en 2005 lanzaron un split con la banda Navies y otro con la banda Black Castle. Sus géneros son discutidos entre post-punk, post Hardcore, música experimental, indie e incluso emo. Su sonido es comparado con las bandas Sonic Youth y Fugazi. Actualmente firmaron con el sello Level Plane. 

## Integrantes
- Daniel Morse - voz, guitarra y bajo
- Ian Thompson - batería
- Mike Petillo - bajo
- Aaron Leitko - guitarra

## Discografía
- My Heroes Have Always Killed Cowboys - 2004
- Notes - 2005